# 극한데뷔 야생돌 참가자 목록
다음은 MBC의 서바이벌 프로그램 《극한데뷔 야생돌》의 참가자 목록이다.